# Dennis Priestley
Dennis Priestley (* 16. července 1950 Mexborough) je anglický bývalý profesionální hráč šipek. Je prvním hráčem, kterému se podařilo vyhrát mistrovství světa organizací BDO i PDC, a to v letech 1991 a 1994. Mezi listopadem 1994 a dubnem 1995 byl rovněž světovou jedničkou.

## Kariéra
K profesionálním šipkám se dopracoval až téměř ve čtyřiceti letech. Poprvé na sebe upozornil v roce 1989 finálovou účastí na turnaji News of the World. Na mistrovství světa BDO debutoval v roce 1991. Jako nenasazený hráč podával celý turnaj stabilně dobré výkony a ve finále přejel pětinásobného šampiona Erica Bristowa 6-0.
V roce 1993 se po sporech s BDO stal jedním ze šestnácti hráčů, kteří se rozhodli odtrhnout a založit vlastní organizaci, dnešní PDC. Zde vyhrál hned inaugurační mistrovství světa, ve finále porazil Phila Taylora 6–1. Souboj o titul hrál ještě čtyřikrát, ve všech případech ho porazil právě Taylor. Kromě toho prohrál i finálové zápasy úvodních tří ročníků World Matchplay.
Po letech kolísavých výkonů se v roce 2007 probojoval až do sestavy pro Premier League, kde došel do semifinále. Kariéru ukončil v roce 2015 jako jeden ze čtyř hráčů, kterým se podařilo vyhrát mistrovství světa obou organizací, těmi dalšími jsou Phil Taylor, John Part a Raymond van Barneveld.

## Výsledky na mistrovství světa

### BDO
- 1991: Vítěz (porazil Erica Bristowa 6–0)
- 1992: Druhé kolo (porazil ho Alan Warriner-Little 2–3)
- 1993: Druhé kolo (porazil ho Steve Beaton 1–3)

### PDC
- 1994: Vítěz (porazil Phila Taylora 6–1)
- 1995: Skupina (porazil ho John Lowe 0–3) & (porazil Jockyho Wilsona 3–2)
- 1996: Finalista (porazil ho Phil Taylor 4–6)
- 1997: Finalista (porazil ho Phil Taylor 3–6)
- 1998: Finalista (porazil ho Phil Taylor 0–6)
- 1999: První kolo (porazil ho John Ferrell 0–3)
- 2000: Finalista (porazil ho Phil Taylor 3–7)
- 2001: První kolo (porazil ho Keith Deller 2–3)
- 2002: Čtvrtfinále (porazil ho Dave Askew 2–6)
- 2003: Druhé kolo (porazil ho Dennis Smith 1–4)
- 2004: Čtvrté kolo (porazil ho Phil Taylor 1–4)
- 2005: Čtvrté kolo (porazil ho Phil Taylor 0–4)
- 2006: Druhé kolo (porazil ho Adrian Lewis 2–4)
- 2007: Třetí kolo (porazil ho Andy Hamilton 1–4)
- 2008: První kolo (porazil ho Steve Maish 1–3)
- 2009: Třetí kolo (porazil ho Paul Nicholson 2–4)
- 2010: První kolo (porazil ho Kevin McDine 2–3)
- 2011: Druhé kolo (porazil ho Gary Anderson 2–4)
- 2013: První kolo (porazil ho Ronnie Baxter 1–3)

## Finálové zápasy

### Major turnaje BDO: 3 (3 titulů)
| Legenda                    |
| -------------------------- |
| Mistrovství světa (1–0)    |
| Winmau World Masters (1–0) |
| British Matchplay (1–0)    |

| Výsledek | No. | Rok  | Turnaj               | Soupeř       | Skóre   |
| -------- | --- | ---- | -------------------- | ------------ | ------- |
| Vítěz    | 1.  | 1991 | Mistrovství světa    | Eric Bristow | 6–0 (s) |
| Vítěz    | 2.  | 1991 | British Matchplay    | Phil Taylor  | 5–2 (s) |
| Vítěz    | 3.  | 1992 | Winmau World Masters | Mike Gregory | 3–2 (s) |

### Major turnaje PDC: 8 (1 titul)
| Legenda                 |
| ----------------------- |
| Mistrovství světa (1–4) |
| World Matchplay (0–3)   |

| Výsledek  | No. | Rok  | Turnaj                | Soupeř       | Skóre     |
| --------- | --- | ---- | --------------------- | ------------ | --------- |
| Vítěz     | 1.  | 1994 | Mistrovství světa (1) | Phil Taylor  | 6–1 (s)   |
| Finalista | 1.  | 1994 | World Matchplay       | Larry Butler | 12–16 (l) |
| Finalista | 2.  | 1995 | World Matchplay       | Phil Taylor  | 11–16 (l) |
| Finalista | 3.  | 1996 | Mistrovství světa     | Phil Taylor  | 4–6 (s)   |
| Finalista | 4.  | 1996 | World Matchplay       | Peter Evison | 14–16 (l) |
| Finalista | 5.  | 1997 | Mistrovství světa     | Phil Taylor  | 3–6 (s)   |
| Finalista | 6.  | 1998 | Mistrovství světa     | Phil Taylor  | 0–6 (s)   |
| Finalista | 7.  | 2000 | Mistrovství světa     | Phil Taylor  | 3–7 (s)   |

### Nezávislé major turnaje: 1
| Výsledek  | No. | Rok  | Turnaj                         | Soupeř         | Skóre   |
| --------- | --- | ---- | ------------------------------ | -------------- | ------- |
| Finalista | 1.  | 1989 | News of the World Championship | Dave Whitcombe | 1–2 (l) |

## Výsledky na turnajích
| Turnaj                      | 1989        | 1990        | 1991        | 1992        | 1993           | 1994           | 1995           | 1996           | 1997           | 1998           | 1999           | 2000           | 2001           | 2002           | 2003           | 2004           | 2005           | 2006           | 2007           | 2008              | 2009              | 2010              | 2011              | 2011              | 2012              | 2013              |
| --------------------------- | ----------- | ----------- | ----------- | ----------- | -------------- | -------------- | -------------- | -------------- | -------------- | -------------- | -------------- | -------------- | -------------- | -------------- | -------------- | -------------- | -------------- | -------------- | -------------- | ----------------- | ----------------- | ----------------- | ----------------- | ----------------- | ----------------- | ----------------- |
| BDO Mistrovství světa       | DNP         | DNP         | W           | 2R          | 2R             | PDC            | PDC            | PDC            | PDC            | PDC            | PDC            | PDC            | PDC            | PDC            | PDC            | PDC            | PDC            | PDC            | PDC            | PDC               | PDC               | PDC               | PDC               | PDC               | PDC               | PDC               |
| Winmau World Masters        | DNP         | SF          | 4R          | W           | Nezúčastnil se | Nezúčastnil se | Nezúčastnil se | Nezúčastnil se | Nezúčastnil se | Nezúčastnil se | Nezúčastnil se | Nezúčastnil se | Nezúčastnil se | Nezúčastnil se | Nezúčastnil se | Nezúčastnil se | Nezúčastnil se | Nezúčastnil se | Nezúčastnil se | Nezúčastnil se    | Nezúčastnil se    | Nezúčastnil se    | Nezúčastnil se    | Nezúčastnil se    | Nezúčastnil se    | Nezúčastnil se    |
| World Darts Trophy          | Nekonalo se | Nekonalo se | Nekonalo se | Nekonalo se | Nekonalo se    | Nekonalo se    | Nekonalo se    | Nekonalo se    | Nekonalo se    | Nekonalo se    | Nekonalo se    | Nekonalo se    | Nekonalo se    | Nezúčastnil se | Nezúčastnil se | Nezúčastnil se | Nezúčastnil se | Nezúčastnil se | 2R             | Nekonalo se       | Nekonalo se       | Nekonalo se       | Nekonalo se       | Nekonalo se       | Nekonalo se       | Nekonalo se       |
| International Darts League  | Nekonalo se | Nekonalo se | Nekonalo se | Nekonalo se | Nekonalo se    | Nekonalo se    | Nekonalo se    | Nekonalo se    | Nekonalo se    | Nekonalo se    | Nekonalo se    | Nekonalo se    | Nekonalo se    | Nekonalo se    | Nezúčastnil se | Nezúčastnil se | Nezúčastnil se | Nezúčastnil se | 7.             | Nekonalo se       | Nekonalo se       | Nekonalo se       | Nekonalo se       | Nekonalo se       | Nekonalo se       | Nekonalo se       |
| PDC Mistrovství světa       | Nekonalo se | Nekonalo se | Nekonalo se | Nekonalo se | Nekonalo se    | W              | RR             | F              | F              | F              | 1R             | F              | 1R             | QF             | 2R             | 4R             | 4R             | 2R             | 3R             | 1R                | 3R                | 1R                | 2R                | 2R                | DNQ               | 1R                |
| World Matchplay             | Nekonalo se | Nekonalo se | Nekonalo se | Nekonalo se | Nekonalo se    | F              | F              | F              | QF             | 1R             | SF             | 2R             | 2R             | 1R             | 1R             | 2R             | 2R             | QF             | 2R             | SF                | 1R                | 1R                | Nekvalifikoval se | Nekvalifikoval se | Nekvalifikoval se | Nekvalifikoval se |
| World Grand Prix            | Nekonalo se | Nekonalo se | Nekonalo se | Nekonalo se | Nekonalo se    | Nekonalo se    | Nekonalo se    | Nekonalo se    | Nekonalo se    | QF             | QF             | SF             | 1R             | 1R             | 2R             | 2R             | SF             | SF             | 1R             | QF                | 2R                | 1R                | Nekvalifikoval se | Nekvalifikoval se | Nekvalifikoval se | Nekvalifikoval se |
| Las Vegas Desert Classic    | Nekonalo se | Nekonalo se | Nekonalo se | Nekonalo se | Nekonalo se    | Nekonalo se    | Nekonalo se    | Nekonalo se    | Nekonalo se    | Nekonalo se    | Nekonalo se    | Nekonalo se    | Nekonalo se    | 1R             | RR             | 2R             | DNQ            | QF             | 1R             | 2R                | 2R                | Nekonalo se       | Nekonalo se       | Nekonalo se       | Nekonalo se       | Nekonalo se       |
| UK Open                     | Nekonalo se | Nekonalo se | Nekonalo se | Nekonalo se | Nekonalo se    | Nekonalo se    | Nekonalo se    | Nekonalo se    | Nekonalo se    | Nekonalo se    | Nekonalo se    | Nekonalo se    | Nekonalo se    | Nekonalo se    | 5R             | 5R             | 4R             | 4R             | 6R             | 3R                | 5R                | 3R                | 4R                | 4R                | 5R                | DNQ               |
| Premier League Darts        | Nekonalo se | Nekonalo se | Nekonalo se | Nekonalo se | Nekonalo se    | Nekonalo se    | Nekonalo se    | Nekonalo se    | Nekonalo se    | Nekonalo se    | Nekonalo se    | Nekonalo se    | Nekonalo se    | Nekonalo se    | Nekonalo se    | Nekonalo se    | DNP            | DNP            | SF             | Nezúčastnil se    | Nezúčastnil se    | Nezúčastnil se    | Nezúčastnil se    | Nezúčastnil se    | Nezúčastnil se    | Nezúčastnil se    |
| US Open/WSoD                | Nekonalo se | Nekonalo se | Nekonalo se | Nekonalo se | Nekonalo se    | Nekonalo se    | Nekonalo se    | Nekonalo se    | Nekonalo se    | Nekonalo se    | Nekonalo se    | Nekonalo se    | Nekonalo se    | Nekonalo se    | Nekonalo se    | Nekonalo se    | Nekonalo se    | SF             | 5R             | SF                | DNP               | Nekonalo se       | Nekonalo se       | Nekonalo se       | Nekonalo se       |                   |
| Grand Slam of Darts         | Nekonalo se | Nekonalo se | Nekonalo se | Nekonalo se | Nekonalo se    | Nekonalo se    | Nekonalo se    | Nekonalo se    | Nekonalo se    | Nekonalo se    | Nekonalo se    | Nekonalo se    | Nekonalo se    | Nekonalo se    | Nekonalo se    | Nekonalo se    | Nekonalo se    | Nekonalo se    | RR             | Nekvalifikoval se | Nekvalifikoval se | Nekvalifikoval se | Nekvalifikoval se | Nekvalifikoval se | DNP               | DNP               |
| Mistrovství Evropy          | Nekonalo se | Nekonalo se | Nekonalo se | Nekonalo se | Nekonalo se    | Nekonalo se    | Nekonalo se    | Nekonalo se    | Nekonalo se    | Nekonalo se    | Nekonalo se    | Nekonalo se    | Nekonalo se    | Nekonalo se    | Nekonalo se    | Nekonalo se    | Nekonalo se    | Nekonalo se    | Nekonalo se    | 2R                | 1R                | 1R                | Nekvalifikoval se | Nekvalifikoval se | Nekvalifikoval se | Nekvalifikoval se |
| Championship League         | Nekonalo se | Nekonalo se | Nekonalo se | Nekonalo se | Nekonalo se    | Nekonalo se    | Nekonalo se    | Nekonalo se    | Nekonalo se    | Nekonalo se    | Nekonalo se    | Nekonalo se    | Nekonalo se    | Nekonalo se    | Nekonalo se    | Nekonalo se    | Nekonalo se    | Nekonalo se    | Nekonalo se    | RR                | RR                | RR                | RR                | RR                | DNP               | DNP               |
| Players Championship Finals | Nekonalo se | Nekonalo se | Nekonalo se | Nekonalo se | Nekonalo se    | Nekonalo se    | Nekonalo se    | Nekonalo se    | Nekonalo se    | Nekonalo se    | Nekonalo se    | Nekonalo se    | Nekonalo se    | Nekonalo se    | Nekonalo se    | Nekonalo se    | Nekonalo se    | Nekonalo se    | Nekonalo se    | Nekonalo se       | QF                | 1R                | 2R                | DNP               | DNP               | DNP               |
| News of the World           | F           | DNP         | Nekonalo se | Nekonalo se | Nekonalo se    | Nekonalo se    | Nekonalo se    | Nekonalo se    | DNP            | Nekonalo se    | Nekonalo se    | Nekonalo se    | Nekonalo se    | Nekonalo se    | Nekonalo se    | Nekonalo se    | Nekonalo se    | Nekonalo se    | Nekonalo se    | Nekonalo se       | Nekonalo se       | Nekonalo se       | Nekonalo se       | Nekonalo se       | Nekonalo se       | Nekonalo se       |

| Legenda | Legenda | Legenda | Legenda        | Legenda | Legenda           | Legenda | Legenda     | Legenda | Legenda   |
| ------- | ------- | ------- | -------------- | ------- | ----------------- | ------- | ----------- | ------- | --------- |
| #R      | kolo    | QF      | čtvrtfinále    | SF      | semifinále        | F       | finalista   | W       | vítěz     |
| RR      | skupina | DNP     | nezúčastnil se | DNQ     | nekvalifikoval se | NH      | nekonalo se | WD      | odstoupil |